# تريليون فقط
تريليون فقط Only a Trillion هو كتاب مكون من عشر مقالات علمية وثلاث مقالات علمية ساخرة كتبها إسحاق عظيموف. 
كانت هذه أول مجموعة من المقالات العلمية ينشرها عظيموف. نشرها لأول مرة أبيلارد شومان في عام 1957. وأعادت طبعها دار نشر إيس بوكس بغلاف ورقي في عام 1976، وبها تحديثات للمواد القديمة (وأعيد إصدارها في عام 1980). ونُشر الكتاب أيضًا تحت عنوان "عجائب العلم" Marvels of Science من دار نشر كوليير بوكس في عام 1962.

## روابط خارجية
- مراجعة لكتاب تريليون فقط لروبرت إي كيه رورك.
- فقط تريليون (1957) في قاعدة بيانات الخيال التأملي على الإنترنت
- فقط تريليون (1976) في قاعدة بيانات الخيال التأملي على الإنترنت
- أعاجيب العلوم على قاعدة بيانات الخيال التأملي على الإنترنت